# سازمان ملی کارکنان
سازمان ملی کارکنان ژاپن (人事院 Jinjiin) یک آژانس تخصصی است که به نخست‌وزیر ژاپن در مورد حقوق و سایر امور مربوط به کارمندان دولت دولت ملی مشاوره می‌دهد.

## اهداف
سه هدف اصلی سازمان ملی کارکنان عبارتند از:
- اجرای امتحانات استخدام، برنامه‌های آموزشی و ایجاد استانداردهایی برای انتصاب و برکناری، که عدالت را در اداره پرسنل تضمین می‌کند.
- ارائه توصیه‌هایی به دایت ملی و هیئت دولت در مورد حق‌الزحمه و سایر شرایط کار برای کارمندان دولت ملی.
- تحقیق در مورد سیستم‌های مدیریت پرسنل داخلی و بین‌المللی و اعمال اقدامات مدیریتی